# 5baksiv.net
5baksiv.net — перший український молодіжний соціальний вебсеріал про двох юнаків, що займаються власним бізнесом, виконуючи різноманітну роботу за 5 доларів.
Серіал було створено за підтримки BBC Media Action та фінансується урядом Великої Британії і Держдепартаментом США. Пілотні чотири серії були показані в травні 2015 року. Перший сезон стартував 26 листопада 2015 року: щочетверга дві нові серії викладаються на офіційному YouTube каналі серіалу та демонструються в ефірі UA: Перший. Весь сезон складається з 38 серій. Останні дві серії, 37-ма та 38-ма, були викладені 31 березня 2016 року.
Перед телепрем'єрою вебсеріалу на Першому національному каналі, пресслужба каналу заявили, що серіал двомовний (один головний герой говорить українською, інший — російською), оскільки він відображає «сьогоднішню ситуацію двомовності» в Україні. Після прем'єри серіалу багато українських глядачів та інтелектуалів висловили незадоволення присутністю двомовності у серіалі, зазначивши що розчаровані пропагандою у серіалі мовної шизофренії.

## Історія
Угода про виробництво серіалу була підписана в січні 2015 року.
Анонс вебсеріалу відбувся 7 квітня 2015 року під час презентації українського національного Суспільного мовлення. За словами продюсера Першого національного Руслана Ткаченко, проєкт фінансується Міністерством закордонних справ Великої Британії в рамках програми «Зміцнення взаєморозуміння і громадянських знань в Україні, зокрема молоді». Зйомки та кураторство веде британська компанія BBC Media Action. Подібні проєкти вже були втілені британцями в Сербії та Лівані — країнах, де відбувалися конфлікти.
Робота над створенням сценарію почалася з опитування молоді, що було проведене на замовлення МЗС Великої Британії Київським міжнародним інститутом соціології. Опитування пройшло серед вікових категорій 15—19 і 20—24 років, у найбільших містах України — Харкові, Києві, Миколаєві і Львові, та у двох селах — Володарка (Київська область) і Полігон (Миколаївська область). Метою досліджень було виявлення проблем та інтересів української молоді, а також сприйняття ними конфліктної ситуації, що утворилася в 2014—2015 роках. Отриманні дані стали основою для сюжетної лінії серіалу. Найбільш за все молодих людей турбували їхні перспективи, можливість знайти роботу та мати шанси на гідне майбутнє.

## Сюжет
За сюжетом, двоє українських хлопців заснували власне агентство «5baksiv.net», через яке виконують будь-які послуги за 5 баксів. Серіал розповідає про пригоди та проблеми, з якими Макс і Зеник, головні герої серіалу, стикаються у своїй роботі. Серіал є сучасною драмою, і відображає життя таким, яким воно є на час зйомок.

## В головних ролях
- Макс — Микита Бичков-Андрієвський
- Зеник — Денис Ейдер
- Поліна — Аліна Коваленко

## Похідні твори
У 2019 році вийшла повнометражна стрічка за мотивами вебсеріалу «Халепа на 5 baksiv».

## Критика
Після релізу перших двох серій, мовна шизофренія серіалу, коли на екрані постійно чути то російську то українську мови, була піддана критиці як звичайними українськими глядачами, так і інтелектуалами. За словами критиків, українців і далі продовжують зомбувати двомовністю замість, популяризації української мови, яка роками зазнавала утисків. Коментуючи це, генеральний директор Національної телекомпанії України Зураб Аласанія заявив, що україномовні і російськомовні персонажі відображають сучасну українську реальність.